# Годынюк, Александр Олегович
Александр Олегович Годынюк (укр. Олександр Олегович Годинюк; род. 27 января 1970 года) — советский и украинский хоккеист.

## Карьера
Воспитанник киевского хоккея. В составе «Сокол» в высшей лиге чемпионата СССР провёл 97 игр. Также играл в команде ШВСМ (Киев), выступавшей в первой лиге.
Привлекался в юниорскую и молодёжную сборные СССР. Дважды (1987, 1988) стал бронзовым призёром юниорского чемпионата европы, а в 1987 году также был признан лучшим защитником чемпионата.
В 1989 году стал чемпионом на молодёжном чемпионате мира. А в 1990 году став серебряным призёром молодёжного чемпионата мира, при этом был признан лучшим защитником и включён в символическую сборную.
В ходе сезона 1990/91 выехал в Торонто, где начал выступать в играющем в НХЛ клубе «Торонто Мейпл Лифс». Кроме 49 игр в составе «Торонто Мейпл Лифс» провёл 11 игр в составе играющего в АХЛ «Newmarket Saints».
2 января 1992 года обменян из «Торонто Мейпл Лифс» в «Калгари Флеймс» вместе с Крэйгом Беруби, Гэри Лимэном, Машелем Петитом и Джеффом Ризем на Дага Гилмора, Джэми Макауна, Рика Нэттресса, Рика Уэмсли и Кента Мандервилла. Он провёл 33 игры в главной команде и 17 — в «Salt Lake Golden Eagles» (ИХЛ).
Сезон 1993/94 Александр начинает в клубе НХЛ «Флорида Пантерз», но проведя 26 игр снова меняет команду. На этот раз он оказался в клубе НХЛ «Хартфорд Уэйлерс». 16 декабря 1993 года он был обменян на Джима МакКензи. За три с половиной сезона Годынюк провёл 115 игр, а также играл в команде АХЛ «Спрингфилд Фэлконс» (14 игр) и командах ИХЛ «Детройт Вайперз» (7 игр), «Миннесота Мус» (45 игр).
Последний заокеанский сезон (1997/98) Годынюк провёл в команде ИХЛ «Чикаго Вулвз» (51 игра).
Карьера Александра Годынюка в НХЛ (223 игры) является одной из наиболее успешных среди хоккеистов Украины.
Проведя сезон 1998/99 в швейцарском «Берне», он провёл 43 игры, набрав 25 очков (9+16).
С 1999 года два сезона провёл в команде «Айсберен Берлин». Результатом являются 84 игры и 11+25 очков по системе «гол + пас».
В 1999 году участвовал в чемпионате мира в составе сборной Украины.

## Тренерская карьера
Тренерская карьера началась в команде хоккейной лиги Восточного побережья «Greensboro Generals».
Тренировал сборные Украины: юношескую, молодёжную и национальную. Работал с киевским «Соколом», донецкой «Молодой Гвардией», красноярским «Соколом».
Скаут хоккейного клуба НХЛ «Вегас Голден Найтс» (Лас-Вегас, США) с 2017 года.
Глава спортивного комитета Федерации хоккея Украины с декабря 2020 года.
Вице президент Федерации хоккея Украины с февраля 2024 года
В юношеском возрасте сыграл одну из главных ролей в фильме «Тройка». Фильм повествует о жизни и становлении игроков юношеской хоккейной команды.